# Club Sportivo Desamparados
El Club Sportivo Desamparados es un club de fútbol de la ciudad de San Juan, en la provincia homónima. El equipo fue fundado el 10 de septiembre de 1919 por estudiantes de la Quinta Normal. Lo bautizaron con el nombre de Desamparados debido a la Virgen de los Desamparados.El club se encuentra en la Liga Sanjuanina.
Juega de local en el Estadio José Eduardo Nehin popularmente conocido como "El Serpentario", que cuenta con una capacidad para 12.000 espectadores. Si bien su principal actividad deportiva es el fútbol en esta institución también se practican hockey, rugby, boxeo y futsal[cita requerida].
Su clásico rival es el Club Sportivo Juan Bautista Del Bono, pero también mantiene una fuerte rivalidad con el Club Atlético San Martín ( San Juan) y con el Club Atlético Unión (Villa Krause) siendo los 3 equipos más populares de la provincia de San Juan. 
Jugó los Campeonatos Nacionales de 1969, 1972 y 1973; con triunfos destacados: sobre Colon, Lanús, Gimnasia y Esgrima La Plata, Independiente, Racing y Huracán [cita requerida].

## Historia
Desde su fundación el 10 de septiembre de 1919, el club Sportivo Desamparados, no tuvo una sede estable, de hecho los integrantes del equipo se reunían en diferentes emplazamientos, hasta que en el año 1926 se trasladaron a unos terrenos ocupados por la Escuela de Fruticultura y Enología de San Juan. En esta ubicación permanecieron hasta 1938, año en el que el gobierno de San Juan decidió otorgarles un terreno baldío, sin embargo tras el terremoto de 1944 tuvieron que devolverlo para que allí se establecieran las familias afectadas por la catástrofe, y el sitio pasó a llamarse Barrio de Emergencia Ameghino. En vista de lo ocurrido, el equipo buscó un nuevo lugar y se ubicaron en un terreno del Consejo Nacional de Reconstrucción Nacional. En 1960, el gobierno local firmó un acta de propiedad en la que finalmente cedió los terrenos a Sportivo Desamparados de forma definitiva. Es así que empezó la construcción del estadio, el cual finalmente se inauguró en 1963 con un partido contra el Club Atlético Gimnasia y Esgrima de Mendoza.
En mayo de 2007 fueron inaugurados los reflectores de iluminación en el Estadio El Serpentario en un partido contra Racing de Córdoba por la décima fecha del Torneo Argentino A a las 20:30hs. Ese día histórico para el club fue presenciado por 10 000 hinchas locales aproximadamente.
El 17 de junio de 2007 por un video en que un jugador de San Martín de Mendoza confiesa que su equipo fue sobornado con $30 mil para igualar con el elenco sanjuanino y permitirle jugar la final de la temporada ante el ganador del torneo Clausura, a Sportivo Desamparados se le descontaron 9 puntos lo que llevó a, en vez de jugar la final para ascender a la B Nacional, tenga que jugar contra Deportivo Maipú de Mendoza la promoción por el descenso.

### Temporada 2010-2011
En la temporada 2010-11 del Torneo Argentino A, durante la primera etapa, donde se divide a los equipos por zonas, Desamparados enfrentó algunos rivales entre los que se destacan Talleres y Sportivo Belgrano (San Francisco), los cuales calificaron en primera y segunda posición, respectivamente. Tras veintiocho partidos, el equipo de San Juan logró clasificar en tercera posición en su zona, después de acumular 41 puntos. Esto le permitió pasar a la segunda etapa del campeonato,un nonagonal en donde se enfrentó en la última fecha a Guillermo Brown (Puerto Madryn), partido en el que Desamparados vence 1-0 a su rival, de todas formas el equipo de la provincia de Chubut ascendió a la Primera B Nacional al ser campeón del torneo.
En la tercera etapa, en la reclasificación, Desamparados tuvo como rival a Unión (Mar del Plata). En el partido de local los sanjuaninos vencieron con un marcador de 3-2 y en el partido como visitantes obtuvieron un empate de 1-1, que permitió eliminar al equipo de Mar del Plata y pasar a la siguiente fase. En la cuarta etapa su rival fue el equipo Douglas Haig (Pergamino), ante el cual los sanjuaninos fueron derrotados en el partido como visitantes con un marcador de 3-2. Sin embargo, en el partido como locales, Desamparados venció con 2 goles a 1, y al tener ventaja deportiva por puntos conseguidos hasta el momento, logró la clasificación a la quinta fase. En la quinta fase se enfrentó a Central Norte, y en los partidos de ida y vuelta, Desamparados consigue vencer por 1-0 en ambos partidos, lo que permitió eliminar al equipo rival. En la fase la final se enfrentaron contra Sportivo Belgrano (San Francisco), en partidos claves para definir el equipo que clasificaría a la promoción de la categoría Primera B Nacional. En los enfrentamientos, los sanjuaninos lograron vencer por 1-0 como locales y en el partido de visitantes en San Francisco empataron con un marcador de 0-0, y que le dio la posibilidad a Desamparados de jugar en la B Nacional.
La promoción la tuvo que jugar con San Martín (Tucumán) en la ciudad de San Juan, donde el triunfo fue para el equipo local, tras vencer por un marcador de 1-0. El 26 de junio de 2011 Desamparados jugó el partido de visitante, donde consiguió un empate 1-1 que le daba el ascenso, y que por primera vez en su historia le permitía al plantel ingresar a la categoría B Nacional.

## Uniforme
- Uniforme titular: Camiseta blanca a rayas verde vertical, pantalón blanco, medias blancas.[16]

- Uniforme alternativo: Camiseta naranja, pantalón verde, medias naranjas

### Indumentaria y patrocinador
| Período       | Proveedor     |
| ------------- | ------------- |
| 1980-1986     | Sportlandia   |
| 1987-1988     | Puma          |
| 1989-1991     | Dimen         |
| 1992-1993     | Idecamp       |
| 1994          | Uhlsport      |
| 1995          | Team Foot     |
| 1996          | Olan          |
| 1997          | Sport 2000    |
| 1998-2001     | Idecamp       |
| 2002-2003     | DRB Dribbling |
| 2003-2008     | Sport 2000    |
| 2008-2009     | Athix         |
| 2009-2010     | Run Up        |
| 2010-2012     | Kappa         |
| 2012-2016     | Sport 2000    |
| 2016-2021     | Sport Lyon    |
| 2021          | Leatix        |
| 2022          | Fanáticos     |
| 2023-presente | Retiel        |

| Período       | Patrocinador                               |
| ------------- | ------------------------------------------ |
| 1982-1986     | Lotería de San Juan                        |
| 1987-1988     | JV y JV Porresi                            |
| 1990-1992     | Martinazzo Deportes                        |
| 1993          | TVO                                        |
| 1994          | Nayar Automotores                          |
| 1995          | Ninguno                                    |
| 1996          | Lomos Pirandello                           |
| 1997          | Calingasta Minerales SRL                   |
| 1998          | S-D Construcciones                         |
| 1999          | Lin/Martinazzo Deportes                    |
| 2000          | Municipalidad de San Juan                  |
| 2001          | Casa Vigo Vidrios                          |
| 2002-2003     | Colmed Salud                               |
| 2003-2005     | Viñas de Aguilar                           |
| 2005-2006     | Banco San Juan                             |
| 2006-2007     | Fecoagro                                   |
| 2007-2008     | El Triunfo/Ribeiro                         |
| 2008-2011     | El Triunfo/San Juan Minero                 |
| 2011-2012     | Autopartes San Juan/San Juan Minero        |
| 2012-2016     | San Juan Minero                            |
| 2016-2021     | Transporte Libertador/Gobierno de San Juan |
| 2021-presente | Gobierno de San Juan/SMI                   |

## Estadio
El estadio "El Serpentario" ubicado en barrio Patricias Sanjuaninas, es el emblemático hogar del víbora. Recientemente remodelado tiene la capacidad de albergar casi 13.000 espectadores. El 8 de octubre del 2017 se reinaguraron las obras del club, que incluyen la ampliación de las Tribunas Norte, Sur y el nuevo paño en el sector Este.

## Palmarés

### Campeonatos nacionales oficiales
- Torneo Argentino B (1): 2003/04
- Torneo Argentino A (1): Apertura 2006
- Torneo Federal B (1): 2016

### Campeonatos Regionales
- Ligas sanjuaninas (12) : 1928,1963,1966,1968,1970,1971,1972,1973,1975,1976,1983,1991
- Iniciación (2)